# アブラツノザメ
アブラツノザメ (油角鮫、英: North pacific Spiny dogfish、学名：Squalus suckleyi) は、ツノザメ目ツノザメ科に属するサメ。
これまで全世界の寒帯に生息すると思われていたが、2010年に北太平洋に住むものは別種であるとされた。それに伴い北太平洋に生息する個体群の学名は、Squalus acanthiasからSqualus suckleyiに変更された。それにともなって、英名もNorth pacific spiny dogfishとなった。以下の記述にはSqualus acanthias に関するものが混在している可能性がある。

## 分布
北太平洋の温帯や、寒帯域の大陸棚付近に分布する。生息水深帯は0m（海表面） - 900m以深で、海底付近に多い。回遊魚であり、群れを作って分布範囲を拡げる事もある。低温海域の北方では比較的浅い深度にも上がってくる。

## 形態
最大全長160cm、体重9,100g。平均的なサイズは70-100cm。体型は細長い流線型。背側の体色は灰色から褐色で、腹側は白色。体側には白色斑が多数みられる。臀鰭はない。2基の背鰭前縁には弱い毒棘を備える。尾柄部には隆起線がある。尾鰭上葉に欠刻はない。両顎歯は同形。歯には深い欠刻があり、先端は口角を向く。歯列全体で一連の刃縁を形成する。また、暗闇では目が赤く光る。

## 生態
深海の底性部と北方海域の浅い海の沖合に生息し、底生性生物（ベントス）や魚類、甲殻類や軟体動物などを主食にしている。
胎生。非胎盤形成型。産仔数は1-15尾で、平均6-7尾。産まれたときの大きさは20-33cm。胎仔の背鰭前棘は軟骨性の膜で覆われ、母体を傷つけないようにしている。
雌は76-78cm、12年で成熟し、ほとんどの雄は約60cm、6年で成熟する。寿命は長く、平均25-30年。
天敵は自分よりも大型の魚類や、アザラシ、トドなどの海生哺乳類の他、ミズダコにも捕食されることがある。水族館でも、同じ水槽で飼育されていたミズダコに攻撃されて死亡した例がある。

## 人との関わり
日本の漁獲量は1910年頃から増加傾向となり、1952年に5万tとピークに達した。その後減少し、近年は3～4千tの横ばい傾向となっている。ピーク時は沖合漁業の主対象となったが、現在は他魚種との混獲や小規模漁業が中心と見られる。主な漁場は津軽海峡周辺で、水揚げ量は北海道、青森県、宮城県で大半を占める。
世界的にはアメリカ、カナダで漁獲量が多く、FAOの調査では2000年の漁獲量は約3万ｔだった。

### 食用

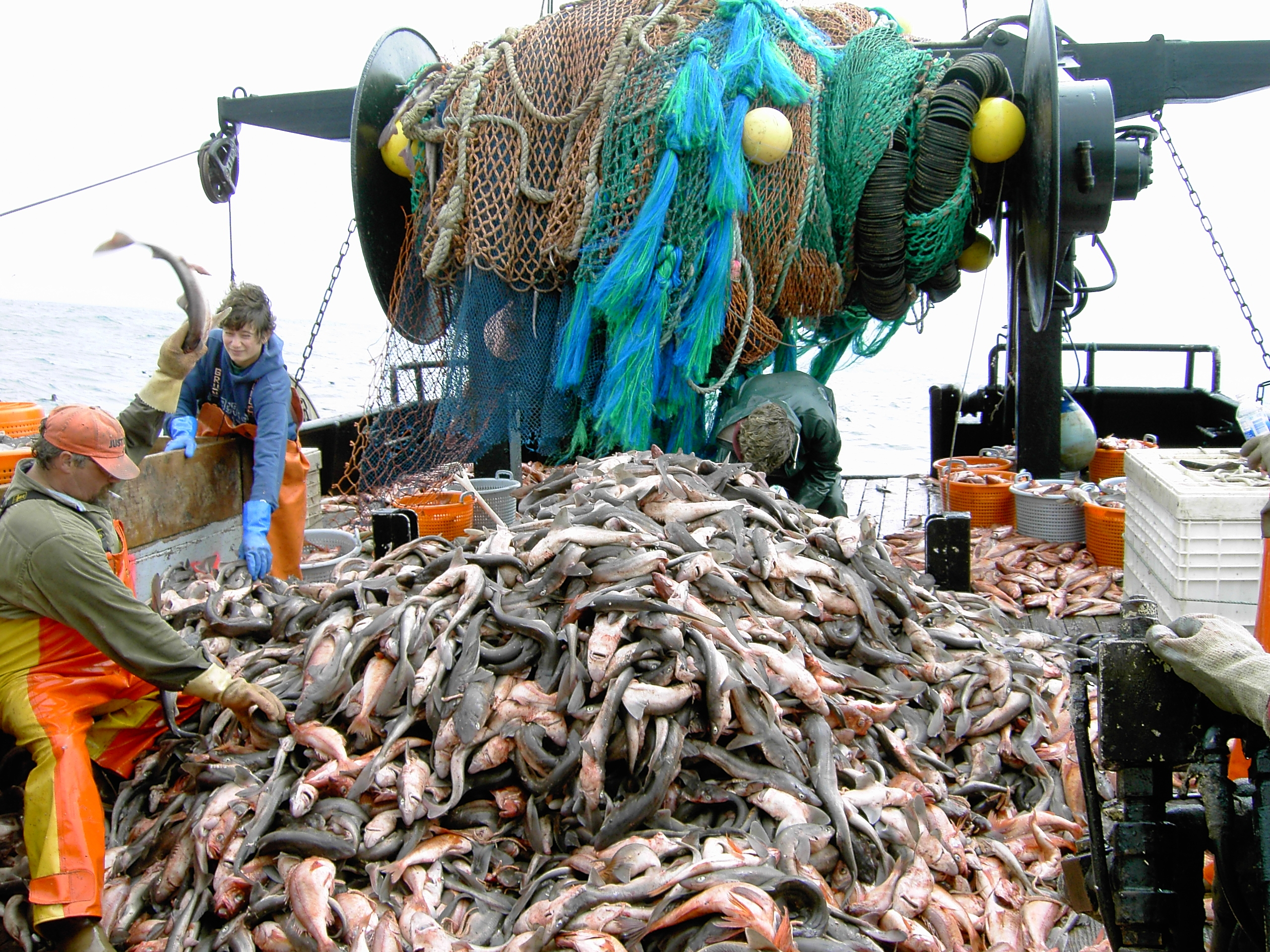
アメリカでの漁獲の様子

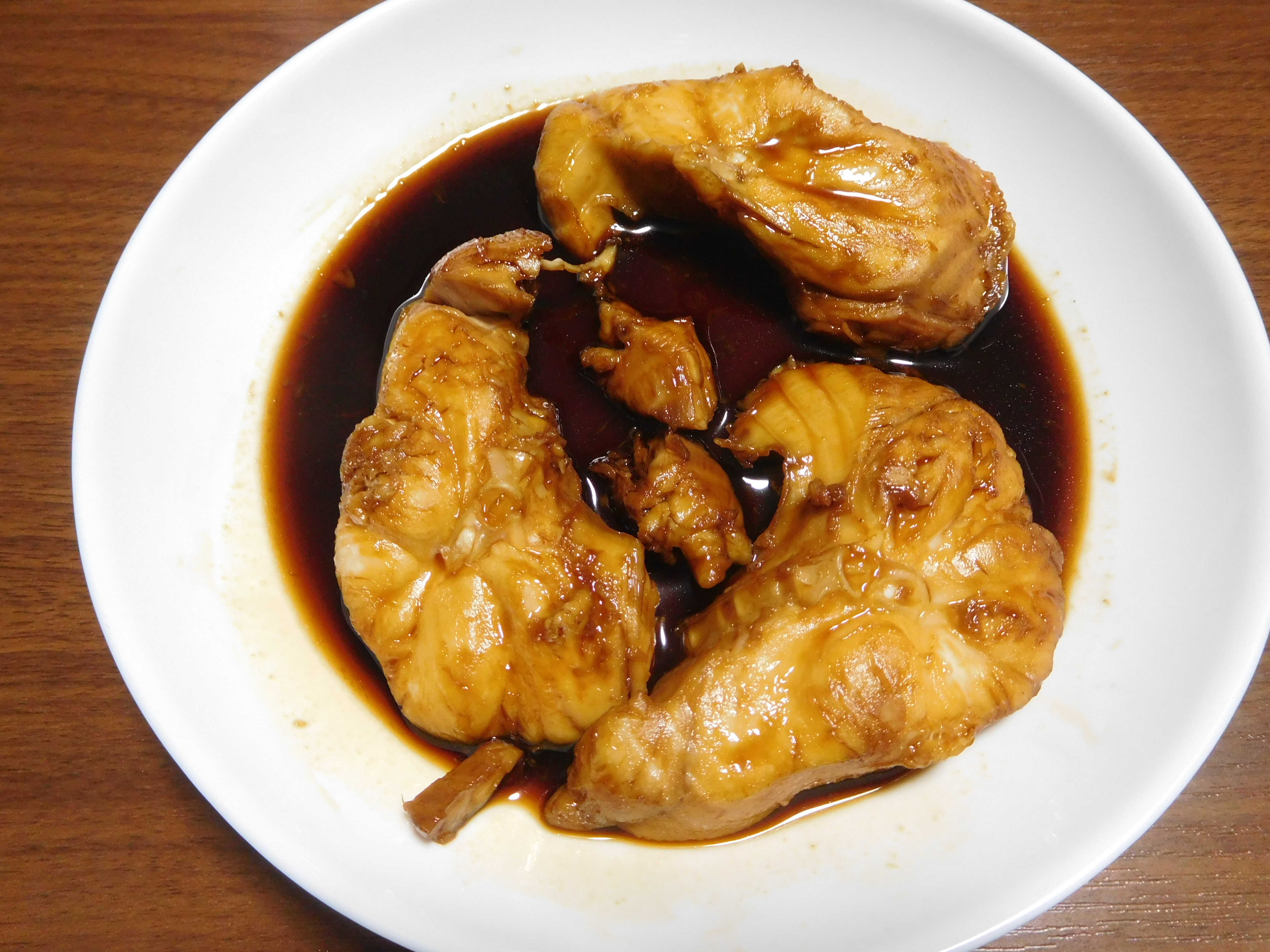
アブラツノザメの煮付け

サメ類のなかでは美味な種の一つとして、食用とされている。
日本では東北を中心にムキサメと呼んで切り身が販売され、煮付けや照り焼き、フライや唐揚げなどにも使われるほか、頭や卵など多くの部位が食用となる。魚肉練り製品原料や安価なフカヒレとしても利用される。
青森県の津軽地方には、煮込んだ頭からほぐした肉と軟骨を、大根おろしや味噌で和える「すくめ」という郷土料理がある。

### 薬用・化粧品
和名が示すように魚油が多く得られ、大正期から戦後にかけて肝油の原料とされた。1950年頃まで国際的にビタミンAの原料として漁獲量が急増したが、合成技術の発達により10年ほどで急減した。
現在は軟骨エキスなどサプリメントや化粧品の原料として需要がある。

### その他
初期は魚粕肥料としての需要が中心で、現在はペットフードや観賞魚用の餌、魚粉の材料としても用いられている。
本種は丈夫な種である為、水族館や実験施設などでも飼育され、教育用の解剖素材にも利用される。
アブラツノザメの卵は、ウナギの完全養殖におけるレプトケファルスのえさになる唯一の原料として知られているが、アブラツノザメの量自体が少ないので大量養殖は困難なのが現状である。そのため、これに代わるえさの探求が続けられている。

### 保護
日本では、一部漁業者による小型魚や高齢魚の再放流や、漁獲量上限設定などの取り組みが行われている。

## 書目
- Atlantic States Marine Fisheries Commission. (n.d.). Retrieved November 16, 2017. [リンク切れ]
- Bigman, Jennifer S. (2013). Trophic ecology of North Pacific spiny dogfish (Squalus suckleyi) off central California waters (Thesis).
- Bigman, J.S., Ebert, D.A. & Goldman, K.J. 2016.  Squalus suckleyi. The IUCN Red List of Threatened Species 2016: e.T195488A2382480. doi:10.2305/IUCN.UK.2016-1.RLTS.T195488A2382480.en, Downloaded on 16 November 2017.
- Dogfish. (2017). Columbia Electronic Encyclopedia, 6th Edition, 1.
- Fisheries, N. (n.d.). Pacific Spiny Dogfish NOAA Fisheries.  Retrieved November 16, 2017
- Florida Museum. (n.d.). Retrieved November 16, 2017, from http://www.floridamuseum.ufl.edu./[リンク切れ]
- Fordham, S., Fowler, S.L., Coelho, R.P., Goldman, K. & Francis, M.P. 2016.  Squalus acanthias. The IUCN Red List of Threatened Species 2016: e.T91209505A2898271. doi:10.2305/IUCN.UK.2016-1.RLTS.T91209505A2898271.en, Downloaded on 16 November 2017.
- Jones, Thomas S.; Ugland, Karl I. (2001). “Reproduction of female spiny dogfish, Squalus acanthias, in the Oslofjord”. Fishery Bulletin 99 (4):  685–690.
- Ketchen, K. S. (1 December 1972). “Size at Maturity, Fecundity, and Embryonic Growth of the Spiny Dogfish (Squalus acanthias) in British Columbia Waters”. Journal of the Fisheries Research Board of Canada 29 (12):  1717–1723. doi:10.1139/f72-272. ProQuest 17936290.
- Natanson, Lisa J.; McCandless, Camilla T.; James, Kelsey; Hoey, John (8 August 2017). “Gestation period and pupping seasonality of female spiny dogfish (Squalus acanthia) off southern New England”. Fishery Bulletin 115 (4):  473–483. doi:10.7755/FB.115.4.4.
- Penaluna, Brooke E; Bodensteiner, Leo R (December 2015). “North Pacific Spiny Dogfish (Squalus suckleyi) Presence in Eelgrass Habitat in the Salish Sea, Washington”. Northwestern Naturalist 96 (3):  222–226. doi:10.1898/1051-1733-96.3.222.
- Spiny Dogfish. (n.d.). Retrieved November 16, 2017
- Taylor, Ian G.; Gertseva, Vladlena; Matson, Sean E. (October 2013). “Spine-based ageing methods in the spiny dogfish shark, Squalus suckleyi: How they measure up”. Fisheries Research 147:  83–92. doi:10.1016/j.fishres.2013.04.011.
- Massie, Frederick D. (1998). The Uncommon Guide to Common Life of Narragansett Bay. Save The Bay, Incorporated. ISBN 978-0-9678977-0-7
- “Spiny Dogfish”. Environmental Data Center, University of Rhode Island. Template:Cite webの呼び出しエラー：引数 accessdate は必須です。